# Fête de la Brière
Pour les articles homonymes, voir Brière (homonymie).
La fête de la brière se déroule à la mi-août.

## Principe
Les diverses communes créent des équipes qui s'affrontent sur des épreuves nautiques (les joutes de chalands, le tir à la corde entre deux rives, ...) et autres types d'épreuves sur les berges des canaux